# Следы уходят за горизонт (фильм)
«Следы уходят за горизонт» — советская киноповесть, снятая в 1964 году режиссёром Мажитом Бегалиным на киностудии «Казахфильм».
Премьера состоялась 7 июня 1965 года. Фильм посмотрели 4,6 млн зрителей.

## Сюжет
Девушку Жаухаз выдали замуж за сына чабана по обычаю. Несмотря на то, что она не любит своего мужа, она следует старым традициям и отправляется с ним и его семьей на зимовку в горы. Во время очередной бури овцы старого чабана затерялись, и Жаухаз вместе с Тураром и механизатором Танабаем отправляется на их поиски. В ходе этого путешествия Жаухаз влюбляется в Танабая, понимает ценность свободы и решает уйти от своего мужа, чтобы жить самостоятельно.

## В ролях
- Фарида Шарипова — Жаухаз
- Асанали Ашимов — Турар
- Куатбай Абдреимов — Танабай
- Каукен Кенжетаев — отец
- Хадиша Букеева — мать
- Рахметулла Сальменов — эпизод
- Хашида Жиенкулова — эпизод
- Камал Кармысов — эпизод

## Съёмочная группа
- Автор сценария: Аким Тарази
- Режиссёр-постановщик: Мажит Бегалин
- Главный оператор: Асхат Ашрапов
- Художник-постановщик: Сахи Романов
- Композитор: Эдуард Хагагортян
- Звукооператор: Кадыр Кусаев
- Режиссёр: Цой Гук Ин
- Оператор: Булат Якупов
- Грим: Р. Асырбекова
- Монтажёр: Г. Багаутдинова
- Комбинированные съёмки:
  - Оператор: А. Коваль
  - Художник: Т. Нечаева
- Ассистенты:
  - режиссёра: И. Оспанов, С. Журабаева, А. Тащев, Г. Магавина
  - оператора: А. Байузаков
  - художника: Рафик Каримов
- Редактор: Ольга Бондаренко
- Симфонический оркестр Государственного комитета Совета министров СССР по кинематографии:
  - Дирижёр: Эмин Хачатурян
- Директор: Зет Бошаев